# Diocesi di Stagoi
La diocesi di Stagoi (in latino Dioecesis Stagoeensis) è una sede soppressa e sede titolare della Chiesa cattolica.

## Storia
Stagoi, corrispondente all'odierna città di Kalambaka, è un'antica sede vescovile della provincia romana di Tessaglia in Grecia, suffraganea dell'arcidiocesi di Larissa nel patriarcato di Costantinopoli. Nella Notitia Episcopatuum attribuita all'imperatore Leone VI (inizio X secolo), Stagoi appare al decimo e ultimo posto tra le suffraganee di Larissa. Nessun vescovo di questa sede è tuttavia conosciuto nel primo millennio.
Dal 1933 Stagoi è annoverata tra le sedi vescovili titolari della Chiesa cattolica; la sede finora non è mai stata assegnata.